# La Femme au bord de la mer
Pour plus de détails, voir Fiche technique et Distribution.
La Femme au bord de la mer (Seaside Woman) est un film britannique réalisé par Oscar Grillo, sorti en 1980. Ce court métrage est basé sur la chanson Seaside Woman des Wings.

## Synopsis
L'histoire d'une famille dans un un village de pêcheurs aux Caraïbes.

## Fiche technique
- Titre : La Femme au bord de la mer
- Titre original : Seaside Woman
- Réalisation : Oscar Grillo
- Scénario :
- Musique : Linda McCartney et Paul McCartney
- Montage : Terry Brown
- Société de production :
- Pays :  Royaume-Uni
- Genre : Animation et film musical
- Durée : 5 minutes
- Dates de sortie : 
  -  France : mai 1980 (Festival de Cannes)

## Distinctions
Le film a reçu la Palme d'or du court métrage lors du Festival de Cannes 1980 et a été nommé au BAFTA du meilleur film d'animation.